# Mörtschach
Mörtschach is een gemeente in de Oostenrijkse deelstaat Karinthië, gelegen in het district Spittal an der Drau. De gemeente heeft ongeveer 900 inwoners.

## Geografie
Mörtschach heeft een oppervlakte van 74,8 km². Het ligt in het zuiden van het land.
Bad Kleinkirchheim · Baldramsdorf · Berg im Drautal · Dellach im Drautal · Flattach · Gmünd in Kärnten · Greifenburg · Großkirchheim · Heiligenblut am Großglockner · Irschen · Kleblach-Lind · Krems in Kärnten · Lendorf im Drautal · Lurnfeld · Mallnitz · Malta in Kärnten · Millstatt am See · Mörtschach · Mühldorf · Oberdrauburg · Obervellach · Radenthein · Rangersdorf · Reißeck · Rennweg am Katschberg · Sachsenburg · Seeboden am Millstätter See · Spittal an der Drau (stad) · Stall · Steinfeld · Trebesing · Weissensee · Winklern
- Gemeinsame Normdatei: 4997620-5
- Virtual International Authority File: 246988383